# Richard Kromm
Richard Gordon Kromm (* 29. März 1964 in Trail, British Columbia, Kanada) ist ein ehemaliger US-amerikanischer Eishockeyspieler und arbeitet seit Juli 2013 als Cheftrainer bei den Stockton Thunder aus der ECHL. Während seiner Karriere bestritt er 408 Partien für die Calgary Flames und New York Islanders in der National Hockey League.

## Karriere
Richard Kromm begann seine Karriere als Eishockeyspieler bei den Portland Winter Hawks, für die er von 1981 bis 1983 in der Western Hockey League spielte. In dieser Zeit wurde er während des NHL Entry Draft 1982 in der zweiten Runde als insgesamt 37. Spieler von den Calgary Flames ausgewählt. Bei den Flames war der Angreifer drei Jahre aktiv, bevor er am 11. März 1986 zusammen mit Steve Konroyd im Tausch für John Tonelli an die New York Islanders abgegeben wurde.
Drei Jahre lang spielte Kromm sowohl für die Islanders, als auch deren damaliges Farmteam aus der American Hockey League, die Springfield Indians. Nachdem er die Saison 1989/90 im AHL-Kader der Indians begonnen hatte, wechselte der Angreifer für den Rest der Spielzeit zu Leksands IF in die schwedische Elitserien.
Nach dem Jahr in Europa unterschrieb Kromm für weitere drei Jahre bei den Islanders, in denen er allerdings nur in acht Spielen für das NHL-Team zum Einsatz kam. In den restlichen Spielen stand er für deren damaliges AHL-Farmteam, die Capital District Islanders, auf dem Eis.
Im Jahr 1993, direkt nach Beendigung seiner Karriere als aktiver Spieler, wurde Kromm Assistenztrainer bei den Cincinnati Cyclones aus der International Hockey League, bei denen er bis 1995 in dieser Position blieb. Während der Saison 1993/94 durfte er auch zwei Spiele als Interimstrainer der Cyclones absolvieren. Von 1995 bis 1997 trainierte Kromm die Carolina Monarchs aus der American Hockey League als Chefcoach. Anschließend wurde er in der Saison 1997/98 Assistenztrainer bei den Chicago Wolves aus der International Hockey League. In seinen drei Jahren bei Muskegon Fury aus der United Hockey League von 1998 bis 2001 gewann er 1999 einmal den Meistertitel als Trainer.
In den Jahren 2002 bis 2004 trainierte der US-Amerikaner die Calgary Hitmen aus der Western Hockey League. In der Saison 2007/08 hatte Kromm den Posten als Cheftrainer von Calgarys Ligarivalen, seinem Ex-Club Portland Winter Hawks, inne. Nach nur elf Siegen in 72 Spielen wurde er bei den Winter Hawks zum Saisonende des Amtes enthoben. Zur Saison 2009/10 wurde er mit der Leitung der Muskegon Lumberjacks in der International Hockey League anvertraut, die er zu 51 Siegen in 76 Partien der Regular Season führte. Im August 2010 übernahm Kromm die Aufgaben des Cheftrainers und General Manager bei den Evansville IceMen.
Im Juli 2013 wurde er von den Stockton Thunder als Cheftrainer engagiert.

## Erfolge und Auszeichnungen
- 1982 President’s-Cup-Gewinn mit den Portland Winter Hawks
- 1983 Memorial-Cup-Gewinn mit den Portland Winter Hawks
- 1990 Calder-Cup-Gewinn mit den Springfield Indians
- 1999 Colonial-Cup-Gewinn mit den Muskegon Fury (als Cheftrainer)